# Diogo Rodrigues
Pour les articles homonymes, voir Rodrigues (homonymie).
Diogo Rodrigues ou Diogo Rodrigues de Azevedo (né vers 1500 ? et mort le 21 avril 1557 à Goa, Inde portugaise) est un navigateur portugais. Il a exploré l'océan Indien au XVIe siècle et laissé son nom à l'île Rodrigues, qu'il a découverte en 1528.

## Biographie
C'est lui qui a attribué à l'ensemble que forment les îles aujourd'hui connues comme étant La Réunion, Maurice et Rodrigues le nom de Mascareignes en hommage à son compatriote et confrère Pedro de Mascarenhas.
D'après José Nicolau da Fonseca, Diogo Rodrigues fut enterré à Goa avec pour épitaphe « Acqui jaz Diogo Rodrigues o do Forte, Capitão desta Fortaleza, o qual derrubou os pagodes destas terras. Falleceu á 21 de Abril de 1577 annos. » Cela signifie : « Ici, repose Diogo Rodrigues, le Fort, capitaine de cette forteresse, qui a détruit les pagodes de ces territoires. Il est mort le 21 avril 1577. »

## Sources
- (en) José Nicolau da Fonseca, Historical and Archaeological Sketch of the City of Goa, Thacker, Bombay, 1878, pp. 47-48. Réimprimé en 1986 par Asian Educational Services  (ISBN 8120602072).